# استفان گراپلی
استفان گراپلی (به فرانسوی: Stéphane Grappelli) (زاده ۱۹۰۸ – درگذشته ۱۹۹۷) نوازنده فرانسوی ویولن و از معدود نوازندگان ویولن جاز بود.
او در پاریس به دنیا آمد. پدر و مادرش ایتالیائی بودند. در نوجوانی پس از مرگ آنان برای گذران زندگی در کوچه و خیابان ویولن می‌زد.

اولین گروه سازهای زهی جاز را با جنگو راینهارت بنیان گذاشت و تا پایان زندگی جنگو با او همکاری داشت.
پس از جنگو با بسیاری از بزرگان موسیقی از جمله یهودی منوهین همکاری کرد.
او در سال ۱۹۹۷ درگذشت و در گورستان پرلاشز دفن شد.